# JR East série E653
La série E653 (E653系, E653-kei) est un type de rame automotrice électrique exploitée par la compagnie JR East sur les services express autour de Niigata.

## Description
La série E653 a été fabriqué par les constructeurs Hitachi, Kinki Sharyo et Tokyu Car Corporation.
Trois variantes ont existé au cours du temps: 
- La série E653-0 a existé de 1997 à 2013 et comprenait 8 rames de 7 voitures et 4 rames de 4 voitures. La livrée était blanche, grise et d'une couleur différente suivant la rame[1].
- La série E653-1000 est une version rénovée des rames E653-0 à 7 voitures. La livrée est crème et orange.
- La série E653-1100 est une version rénovée des rames E653-0 à 4 voitures. La livrée est blanche, rouge et bleue.

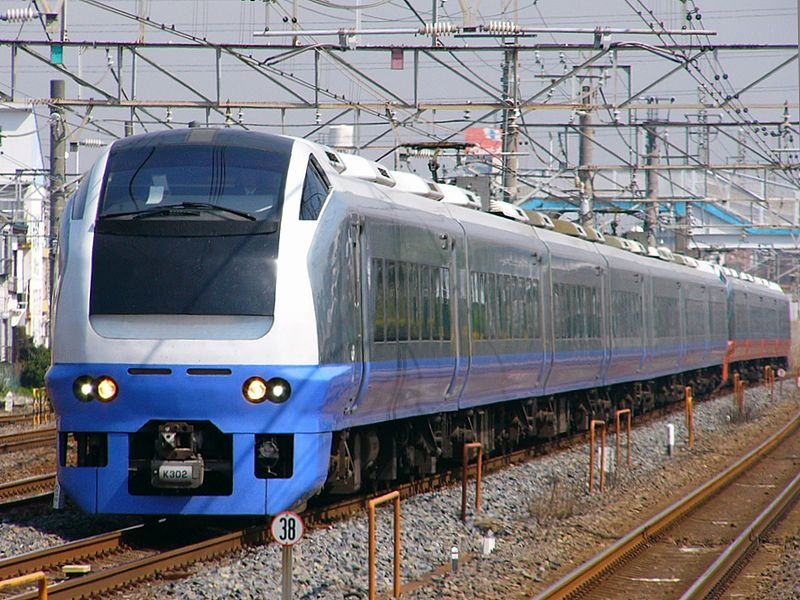
E653-0
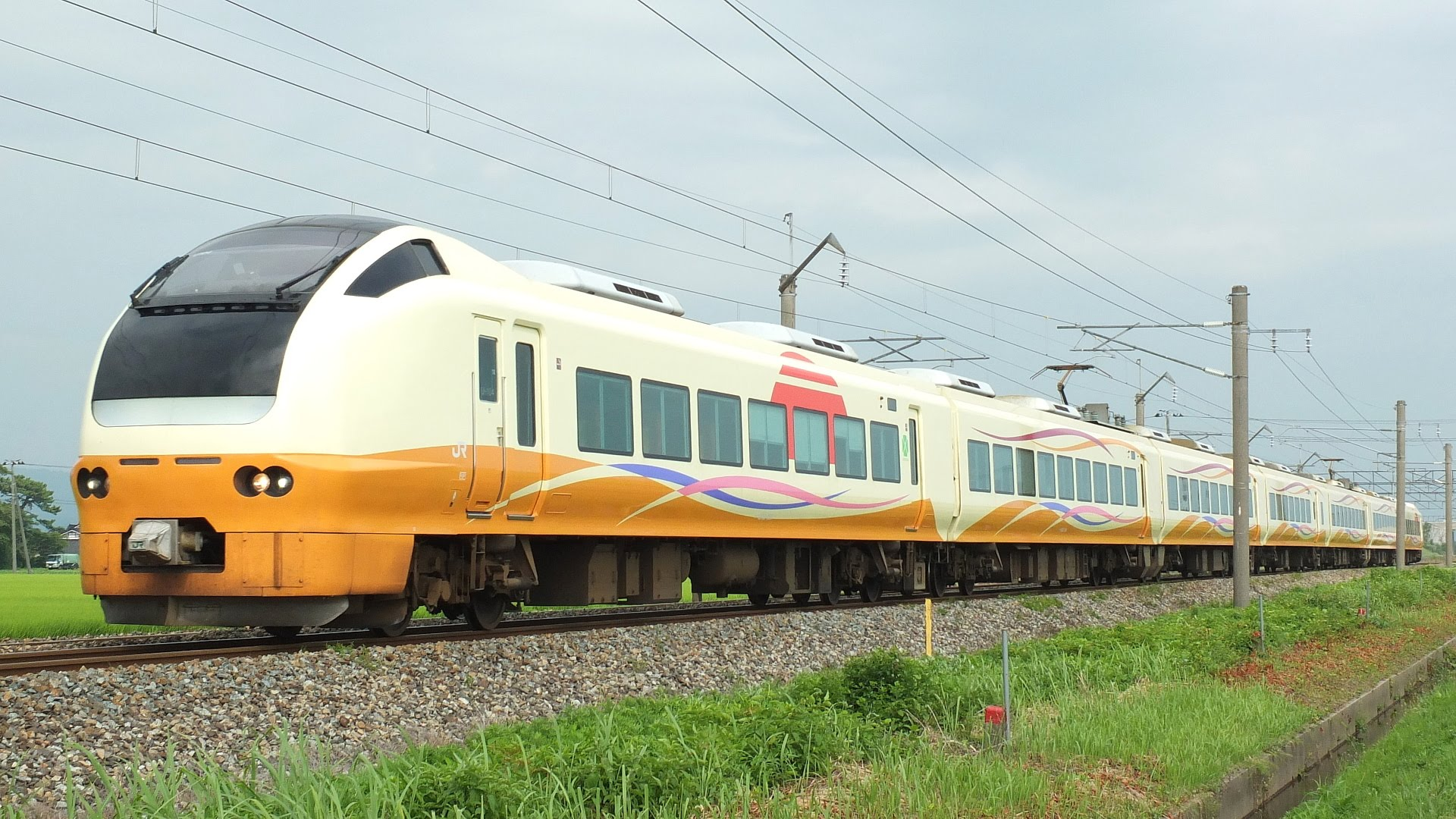
E653-1000
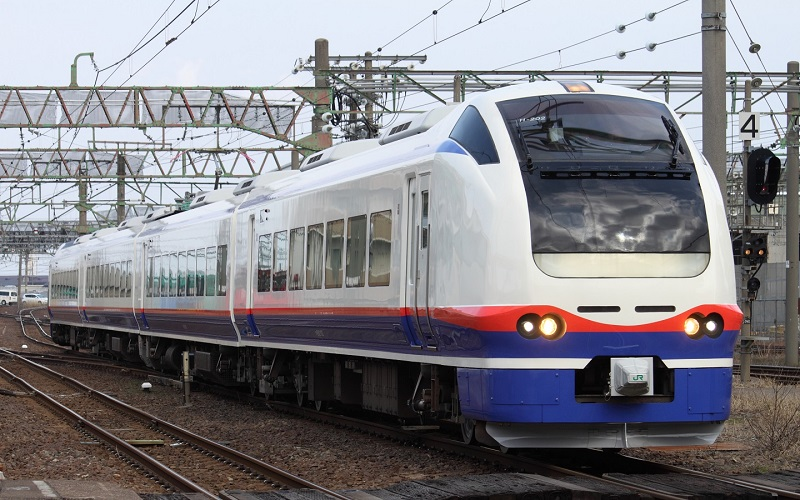
E653-1100

## Histoire
Les premières rames de la série E257 ont été introduites le 1er octobre 1997.

## Affectation
- Série E653-0 : Les rames étaient affectées de 1997 à 2013 sur les services Fresh Hitachi entre Ueno et Iwaki.

- Série E653-1000  : Les rames sont affectées depuis 2013 sur les services Inaho entre Niigata et Akita[2].

- Série E653-1100  : Les rames sont affectées depuis 2015 sur les services Shirayuki entre Niigata et Jōetsumyōkō.